# Hyparrhenia
Hyparrhenia Andersson ex E.Fourn., 1886 è un genere di piante della famiglia delle Poaceae (o Graminaceae).

## Tassonomia
Il genere comprende le seguenti specie:
- Hyparrhenia anamesa Clayton
- Hyparrhenia andongensis (Rendle) Stapf
- Hyparrhenia anemopaegma Clayton
- Hyparrhenia anthistirioides (Hochst. ex A.Rich.) Andersson ex Stapf
- Hyparrhenia arrhenobasis (Hochst. ex Steud.) Stapf
- Hyparrhenia bagirmica (Stapf) Stapf
- Hyparrhenia barteri (Hack.) Stapf
- Hyparrhenia bracteata (Humb. & Bonpl. ex Willd.) Stapf
- Hyparrhenia caboverdeana Rivas Mart., Lousã, J.C.Costa & Maria C.Duarte
- Hyparrhenia claytonii S.M.Phillips
- Hyparrhenia coleotricha (Steud.) Andersson ex Clayton
- Hyparrhenia collina (Pilg.) Stapf
- Hyparrhenia confinis (Hochst. ex A.Rich.) Andersson ex Stapf
- Hyparrhenia coriacea Mazade
- Hyparrhenia cyanescens (Stapf) Stapf
- Hyparrhenia cymbaria (L.) Stapf
- Hyparrhenia dichroa (Steud.) Stapf
- Hyparrhenia diplandra (Hack.) Stapf
- Hyparrhenia dregeana (Nees) Stapf ex Stent
- Hyparrhenia dybowskii (Franch.) Roberty
- Hyparrhenia exarmata (Stapf) Stapf
- Hyparrhenia familiaris (Steud.) Stapf
- Hyparrhenia figariana (Chiov.) Clayton
- Hyparrhenia filipendula (Hochst.) Stapf
- Hyparrhenia finitima (Hochst.) Andersson ex Stapf
- Hyparrhenia formosa Stapf
- Hyparrhenia gazensis (Rendle) Stapf
- Hyparrhenia glabriuscula (Hochst. ex A.Rich.) Stapf
- Hyparrhenia gossweileri Stapf
- Hyparrhenia griffithii Bor
- Hyparrhenia hirta (L.) Stapf.
- Hyparrhenia involucrata Stapf
- Hyparrhenia madaropoda Clayton
- Hyparrhenia mobukensis (Chiov.) Chiov.
- Hyparrhenia multiplex (Hochst. ex A.Rich.) Andersson ex Stapf
- Hyparrhenia neglecta S.M.Phillips
- Hyparrhenia newtonii (Hack.) Stapf
- Hyparrhenia niariensis (Franch.) Clayton
- Hyparrhenia nyassae (Rendle) Stapf
- Hyparrhenia papillipes (Hochst. ex A.Rich.) Andersson ex Stapf
- Hyparrhenia pilgeriana C.E.Hubb.
- Hyparrhenia pilosa Mazade
- Hyparrhenia poecilotricha (Hack.) Stapf
- Hyparrhenia praetermissa Veldkamp
- Hyparrhenia quarrei Robyns
- Hyparrhenia rudis Stapf
- Hyparrhenia rufa (Nees) Stapf
- Hyparrhenia schimperi (Hochst. ex A.Rich.) Andersson ex Stapf
- Hyparrhenia smithiana (Hook.f.) Stapf
- Hyparrhenia subplumosa Stapf
- Hyparrhenia tamba (Hochst. ex Steud.) Andersson ex Stapf
- Hyparrhenia tuberculata Clayton
- Hyparrhenia umbrosa (Hochst.) Andersson exClayton
- Hyparrhenia variabilis Stapf
- Hyparrhenia violascens (Stapf) Clayton
- Hyparrhenia welwitschii (Rendle) Stapf
- Hyparrhenia wombaliensis (Vanderyst ex Robyns) Clayton